# المحقق كونان (الموسم 17)
بدأ عرض الموسم السابع عشر من المحقق كونان في 14 يناير 2008، وكان من إخراج كينجي كوداما وياسويشيرو ياماموتو وإنتاج إستديو توكيو موفي شينشا ومحطة يوميؤوري الإذاعية. أنمي المحقق كونان مقتبسة من المانگا التي تحمل اسم المُحقِّق العظيم كونان (名探偵コナン) في اليابان والتي تُترجم رسميًا إلى المحقق كونان لكاتب ورسام المانگا الياباني گوشو أوياما. شهد هذا الموسم أطول مواجهة بين المنظمة السوداء ومكتب التحقيقات الفدرالي بمشاركة غير مباشرة من وكالة المخابرات المركزية.
اُستخدمت ثمان شارات في الموسم: أربع شارات بداية وأربع شارات نهاية. شارة البداية الأولى حملت اسم آي وا كورايامي نو ناكا ديه 愛は暗闇の中で ("الحب هو داخل الظلام") بواسطة زارد لغاية الحلقة 504، أما البداية الثانية كانت إيچيبيو گوتو ني Love for you (一秒ごとに Love for you، "أحبك في كل ثانية") لماي كوراكي لغاية الحلقة 514. البداية الثالثة كانت "Mysterious" (غامض) لنايفو لغاية الحلقة 520. بينما كانت البداية الرابعة لماي كوراكي تحت اسم "Revive" (إعادة إحياء).
شارة النهاية الأولى هي "يوكيدوكيه نو أنو كاوا نو ناگاريه نو يو ني" (雪どけのあの川の流れのように "مثل سيل نهر يذوب") بواسطة U-ka Saegusa in dB حتى الحلقة 504. النهاية الثانية كانت "Summer Memories" (ذكريات الصيف) لأيا كاميكي لغاية الحلقة 514. النهاية الثالثة كانت "Go Your Own Way" (اذهب بالطريق الخاص بك) ليومي شيزوكوسا لغاية الحلقة 520. الشارة الثالثة كانت كويگوكورو كاگاياكي ناگارا (恋心 輝きながら، "تشع بالحب المُتيقِّظ) بواسطة نايفو إلى نهاية الموسم.
بدأ عرض الموسم لأول مرة في اليابان في 14 يناير 2008 حتى 2 فبراير 2009 على تلفزون نپّون، ولم يُدبلج للعربية لحد الآن. طُرح الموسم فيما بعد على أقراص DVD بواسطة شوغاكوكان بين 26 سبتمبر 2008 و28 أغسطس 2009.

## عناوين الحلقات
| # | عنوان الحلقة                                                                   | تفاصيل الحلقة | تفاصيل الحلقة  | مراجع                |
| اليابان | باليابانية                                                                     | في المانغا    | تاريخ العرض    | مراجع                |
| --- | ------------------------------------------------------------------------------ | ------------- | -------------- | -------------------- |
| 491 | تصادم الأحمر والأسود (البداية) 赤と黒のクラッシュ 発端                         | فصل 585-586   | 14 يناير 2008  | [ 5 ] [ 11 ]         |
| يستلم كونان صورة إيسوكي هوندو ووالده، ويتضح أن والده كان يعمل لحساب "الشركة" مما شكَّك كونان بكونه يعمل لحساب الـوكالة المخابرات المركزية ويهاتف هيجي بالمستجدات. يُقابل كونان وران وسونوكو إيسوكي في إحدى المستشفيات مُدَّعيًا أنه يبحث عن أخته التي تشبه إلى حد كبير عميلة المنظمة السوداء المُحتجزة لدى الـFBI ميزوناشي رينا، وروى ما حدث معه وأخته عندما كانا صغارًا حيث أنه تعرض لحادث أفقده كمية كبيرة من الدم وتبرعت له أخته بالدم ولكنها هربت من المنزل أثناء رقوده بالمشفى. يشك كونان كثيرًا في كون أخته نفسها رينا لذلك يقرر أن يذهب مع الجماعة لمنزل السيد أنو أحد أصدقاء والد ران ومن كبار معجبي رينا للتأكد من الأمر. |                                                                                |               |                |                      |
| 492 | تصادم الأحمر والأسود (أقرباء بالدم) 赤と黒のクラッシュ 血縁                    | فصل 587-590   | 21 يناير 2008  | [ 12 ] [ 13 ]        |
| يأكد أنو وبشدة على أن التي بالصورة هي بالفعل رينا في صغرها، ويُشَغِّل شريط الڤيديو الذي سَبَّب شُهرة رينا الكبيرة؛ يظهر في الڤيديو تغطية لانفجار أحد المصانع الكيميائية أُصيب بسببه حوالي مئة شخص، وتطلب إحدى الممرضات مُتبرعًا من فصيلة AB فتترك رينا تغطيتنا معتذرة وتذهب للتبرع بالدم. يستنتج كونان أن رينا ليست أخت إيسوكي؛ لأن فصيلة دم رينا هي AB وهذا ما أكدته العميلة جودي ستارلنگ، بينما فصيلة دم إيسوكي هي O. يُرجِّح كونان أن المنظمة السوداء قامت بعملية تجميل لتغيير مظهر رينا لتبدو كأخت إيسوكي لأن لديهم خططًا ضد والد إيسوكي. يتلقى كوگورو موري طلب للبحث في جريمة قتل حدثت قبل عام في نفس المنزل الذي ترعرع فيه إيسوكي وعملت فيه والدته، وكان إيسوكي وكونان وران قد قرروا الذهاب لمنزل تانگو للتأكد من فصيلة دم إيسوكي في تذكارات والدته في نفس الوقت. |                                                                                |               |                |                      |
| 493 | تصادم الأحمر والأسود (الصياح) 赤と黒のクラッシュ 絶叫                          | فصل 587-590   | 28 يناير 2008  | [ 13 ] [ 14 ]        |
| يأكد مالك المنزل كاكوزو لكوگورو أن القاتل هو أحد ساكني القصر وأنه سيعود ليقتله تاليًا. تهرع الجماعة لغرفة كاكوزو بعد انقطاع للكهرباء وسماع صوت تحطم، لكن كاكوزو يصخر لألا يدخل أحد ولكن الخادمة ورئيس الخدم يخالفون الأمر خوفًا عليه فيجدوا كاكوزو مشنوقًا ومزهريته التي قيمتها 50 مليون ين مُحَطَّمة. تدرك الشرطة أن كاكوزو مات مقتولًا وتبدأ التحقيق على هذا الأساس. |                                                                                |               |                |                      |
| 494 | تصادم الأحمر والأسود (هاديس) 赤と黒のクラッシュ 冥土                           | فصل 587-590   | 4 فبراير 2008  | [ 13 ] [ 15 ]        |
| يكتشف كونان الخدعتان التي ارتكبهما نفس القاتل لقتل تانگو وكاكوزو. في البداية لقتل كاكوزو وضع منوِّمًا في قهوته ثم وضع عربة في منتصف الغرفة ووضع عليهة كتبًا لطول متر واحد، ثم حمل كاكوزو ووضعه عليها وأيقظه وأخبره بأن يمسك مزهريته الثمينة لأنه إن أسقطها سيهرع أهل البيت للتحقيق في أمر الضجة وسيفتح أحدهم الباب الذي بمجرد أن يفتح ستندفع الكتب المصفوفة عنده لغاية العربة وستهتز الكتب الموجودة على العربة فيسقط كاكوزو من العربة ويُشنق نتيجة وجود حبل الشنق حوله. أما جريمة قتل تانگو فكانت عن طريق وضعه بالحوض بحيث يكون واقفًا على قدميه لكي يستطيع التنفس، وما أن يتعب سيغرق، والقاتلة هي الخادمة كيكويو لأن تانگو وأباه -كاكوزو- كانا شريكين في قتل كبير الخدم السابق. في نهاية الحلقة يرى كونان شيئًا مريبًا على صدر إيسوكي. |                                                                                |               |                |                      |
| 495 | تصادم الأحمر والأسود (الغيبوبة) 赤と黒のクラッシュ 昏睡                        | فصل 595-598   | 11 فبراير 2008 | [ 16 ] [ 17 ]        |
| إيسوكي مفقود منذ العطلة الشتوية بعد أن وجد تلميحًا عن مكان عضو في شركة والده. صدفةً، هذا العضو موجود في مستشفى هايدو المركزي حيث تُحتجز رينا سرًّا. يتقابل كونان مع جودي التي تؤكد أن إيسوكي قد شوهد في المستشفى وتأكد أن والد إيسوكي كان عميلًا سريًّا في وكالة المخابرات المركزية وتوفي قبل أربع سنوات على يد رينا. كونان يلحق جودي إلى المستشفى للبحث عن إيسوكي ويبدأ في الاعتقاد أن إيسوكي قد يكون في ورطة لأن العضو في شركة والده هو في الحقيقة عضو في المنظمة السوداء. يتحدث كونان مع ممرضة ويكتشف من نفس الممرضة أن هناك عضو من المنظمة في المستشفى يبحث عن رينا. |                                                                                |               |                |                      |
| 496 | تصادم الأحمر والأسود (الغزو) 赤と黒のクラッシュ 侵入                           | فصل 595-598   | 18 فبراير 2008 | [ 17 ] [ 18 ]        |
| أخبرت الممرضة كونان أن إيسكي خضع لعملية جراحية لعلاج سرطان الدم في الماضي، مما زاد احتمالية أن تكون رينا أخته بالفعل. تقلص الـFBI المشتبه بهم إلى ثلاثة أشخاص، وبحيلة وذكاء كونان، تتعرف الـFBI على هوية الجاسوس، ريكوميچي كوسودا. |                                                                                |               |                |                      |
| 497 | تصادم الأحمر والأسود (الإفاقة) 赤と黒のクラッシュ 覚醒                         | فصل 599-604   | 25 فبراير 2008 | [ 19 ] [ 20 ]        |
| يقوم كوسودا بتصوير قائمة المرضى خلسة وتندفع عناصر الـFBI للقبض عليه، ولكنه يهدد بتفجير القنابل البلاستيكية الملفوفة على عنقه ومعه طابق المشفى بكل من فيه، ويهرب من المشفى بسيارته ويلاحقة شويتشي أكاي وكونان. ينتحر كوسودا بمسدسة لألا يُقبض عليه. عرفت المنظمة في أي مستشفى ترقد رينا ويخطط أكاي لخطة لردعهم دون إشراك الأطباء في الأمر. في نفس الليلة يخرج إيسوكي ليسأل رينا أسئلة حول أخته وهو يعلم أنها ليست في غيبوبة، لذلك حاول طعنها فأمسكت بيده واتضح أنها أخته فعلًا. |                                                                                |               |                |                      |
| 498 | تصادم الأحمر والأسود (الاضطراب) 赤と黒のクラッシュ 攪乱                        | فصل 599-604   | 3 مارس 2008    | [ 20 ] [ 21 ]        |
| يشعر أكاي وكونان بأن رينا تصطنع نومها وأنها ليست غائبة عن الوعي فعلًا. تضع الـFBI خطة مواجهة المنظمة بعد أن أُرسل المزيد من العملاء لتنفيذ هذه الخطة، وكان من بين العملاء الجُدد شخص مريب يُدعى أندريه كاميل كان يتحدث مع زوجته حسب قوله قبل الاجتماع وأثار ريبة العميلة جودي كثيرًا. خطة المنظمة كانت وضع مواد مسببة للتسمم الغذائي في مطعم مزدحم مجاور، وإطلاق غازات ضارة في محطات القطار وإشعال حريق في إحدى المجمعات من أجل إرسال أكبر عدد ممكن من الناس لأقرب مشفى عن طريق الإسعاف وهو مستشفى هايدو المركزي (حيث ترقد رينا). أرسلت المنظمة هدية باسم ريكوميچي كوسودا لـ60 من المرضى وتحتوي كل هدية على قنبلة مخفية، ولو انفجرت هذه القنابل دفعة واحدة فإن المستشفى سينهار ومعه رينا. |                                                                                |               |                |                      |
| 499 | تصادم الأحمر والأسود (التمويه) 赤と黒のクラッシュ 偽装                         | فصل 599-604   | 10 مارس 2008   | [ 20 ] [ 22 ]        |
| يظن عناصر الـFBI أن هدف المنظمة هو قتل رينا وإسكاتها للأبد. وقت انفجار القنابل هو بعد 5 ساعات كاملة. تبث المنظمة تسجيلًا مزيَّفًا لرينا في جميع غرف المشفى على أنه بث مباشر، فيهرع عناصر الـFBI لغرفتها ومعهم القنابل فتكتشف المنظمة موقع غرفتها لأن القنابل تحتوي على أداة إرسال مخفية. بعد أن فهمت الـFBI خطة المنظمة، تقرر نقل رينا من المشفى بأقصى سرعة ممكنة فتخطط للذهاب بثلاث سيارات للتمويه، على أن يقود العميل المثير للريب أندريه السيارة التي تنقل رينا، وعندما أخبره أكاي بأن لا يهاب الموت قال أنه لا يخاف الموت لأن ليس لديه عائلة تقلق عليه وهذا معاكس لما قاله لجودي سابقًا. تشك جودي في أمره وتأمره بتسليم المفاتيح لها فيضربها ويفقدها وعيها. بسبب ذكاء وفطنة جين، يكتشف السيارة التي تُنقل بها رينا بعد أن خدعت الـFBI جميع عملاء المنظمة الآخرين. |                                                                                |               |                |                      |
| 500 | تصادم الأحمر والأسود (الوصية) 赤と黒のクラッシュ 遺言                          | فصل 599-604   | 17 مارس 2008   | [ 20 ] [ 23 ]        |
| تمكنت المنظمة من استعادة كير، وهذا ما كانت تهدف إليه الـFBI منذ البداية. في ليلة البارحة خطط أكاي وكونان لجعل إيسوكي يوقظ رينا وبعد أن أخبرته أنها أخته يشكك إيسوكي في قولها لأن فصيلة دمها AB بينما فصيلة دمه O، فيظهر كونان فجأة ويوضِّح أنه قد أُجريت له عملية زراعة نخاع عظم من أخته بسبب إصابته بالسرطان لأن كريات الدم البيضاء في نخاع الغظم متشابهة بين الأخوة غالبًا، فقد تم قتل دمه بالإشعاع ثم استبدال نخاعه بنخاع أخته فصارت فصيلة دمه هي فصيبة دم أخته؛ AB. استنتج كونان من حوادث سابقة أن رينا عميلة CIA وهذا ما أكدته هي. يدخل أكاي وكاميل الغرفة، ويأخذ كاميل إيسوكي. رينا توضِّح ما حدث في يوم مقتل والدها، فقد ارتكبت خطأً كاد أن يكشف أمرها فخرج والدها بسيناريو ينجيها من الخطأ الذي وقعت فيه. يعقد أكاي صفقة مع رينا؛ ضمان عودتها للمنظمة مقابل أن تكون جاسوسة للـFBI. |                                                                                |               |                |                      |
| 501 | تصادم الأحمر والأسود (الاشتباه) 赤と黒のクラッシュ 嫌疑                        | فصل 605-609   | 14 أبريل 2008  | [ 24 ] [ 25 ]        |
| يأخذ الدكتور أگاسا فريق المتحرين الصغار إلى مطعم أحد الفنادق حيث تقع جريمة قتل ويظهر الضابط تاكاگي والمفتش ميگوري بثلاثة مشتبهين. يظهر الشرطي چيبا فيما بعد جارًا مُشتبهًا رابعًا والذي كان مفاجئة لكونان، حيث أن المشتبه هو نفسه عميل الـFBI أندريه كاميل الذي تشير الدلائل على أنه المشتبه به الأول، ويفكر كونان طريقة لإثبات براءته. |                                                                                |               |                |                      |
| 502 | تصادم الأحمر والأسود (البراءة) 赤と黒のクラッシュ 潔白                         | فصل 605-609   | 28 أبريل 2008  | [ 25 ] [ 26 ]        |
| تصل جودي للموقع بعد أن أخبرها كونان عمَّا حدث لإبعاد أندريه عن الشبهات. في مكان غير معلوم، يقوم جين بالتحدث إلى كير ويعطيها مهمة لإثبات ولائها للمنظمة؛ قتل عميل الـFBI شويچي أكاي. |                                                                                |               |                |                      |
| 503 | تصادم الأحمر والأسود (الاستعداد للموت) 赤と黒のクラッシュ 決死                 | فصل 605-609   | 12 مايو 2008   | [ 25 ] [ 27 ]        |
| تتصل كير على أكاي وتخبره بأنها ترغب بمغادرة المنظمة والرحيل لبلد أجنبي وأنها ستخبره بكل ما تعرفه عن المنظمة، ويوافق أكاي على مقابلتها. يُعارض جيمز قراره، ولكن أكاي يخبره بأن شيئًا سيئًا سيحدث لها إن لم يذهب. في قضية القتل، يكتشف كونان وحودي القاتل، ويستعملون خدعة عبارة عن العبارة اليابانية "شيرانپوري - Shiranpuri" على المشتبهين. كشفت النتائج المجرم الذي لم يستجب ويفهم العبارة عند سماعه لها على عكس الآخرين. |                                                                                |               |                |                      |
| 504 | تصادم الأحمر والأسود (الموت أثناء أداء الواجب) 赤と黒のクラッシュ 殉職         | فصل 605-609   | 19 مايو 2008   | [ 25 ] [ 28 ]        |
| يذهب أكاي لمقابلة كير الذي يتضخ أنه كان فخًّا لقتل أكاي. حسب ما قيل لها، تتبعت كير تعليمات جين وقضت على أكبر تهديد للمنظمة. عرفت الـFBI بالأمر، وأكَّد تاكاگي الموت وكذلك شخصية المقتول عن طريق فحص البصمات الموجودة على هاتف كونان الضي لمسه أكاي. يسود الحزن على الـFBI بأكمله وخصوصًا على جودي. تعيد جودي لكونان هاتفًا آخر يشبه هاتفه، وينظر كونان للرقم التسلسلي للهاتف فيعرف ما حصل. تعود كير للمنظمة. |                                                                                |               |                |                      |
| 505 | شهادة المحامية إيري كيساكي (الجزء الأول) 弁護士妃英理の証言(前編)              | فصل 610-612   | 16 يونيو 2008  | [ 29 ] [ 30 ]        |
| تحضر إيري شعرها عند خبيرة الشعر في الصالون الذي ترتاده، مينايو هاساكا قبل الذهاب لتناول الطعام مع كوگورو وران وكونان في المساء. كوگورو في طريقه لأخذ إيري يسمع صوت سقوط جثة في نقطة جمع النفايات. تصل الشرطة ويكشف كونان أن الضخية شِيرو ناگاساكُو قد قُتل عندما كان يقص شعره بسبب الشعيرات التي وُجدت مع الدم. كوگورو يشك في كون هاساكا المجرمة، لكن إيري تنفي مزاعمه قائلة بأن هاساكا غادرتها لمدة عشر دقائق فقط ذهبت فيها للمتجر القريب، قائلة أنه من المستحيل رمي جثة من أعلى التلة ثم الذهاب للمتجر ثم العودة للصالون خلال عشر دقائق. |                                                                                |               |                |                      |
| 506 | شهادة المحامية إيري كيساكي (الجزء الثاني) 弁護士妃英理の証言(後編)             | فصل 610-612   | 23 يونيو 2008  | [ 29 ] [ 30 ]        |
| الشرطة تؤكد أن هاساكا كانت في المتجر خلال فترة العشر دقائق. يلاحظ كونان وجود خدش غريب عند إحدى الأعمدة القريبة من المتجر وعند القضبان الحديدية الموجودة في الشارع أعلى نقطة تجميع النفايات. يكتشف كونان ملابسات القضية ويُخدر كوگورو ويتقمص شخصيته باستخدام ربطة تغيير الأصوات. يكشف كونان أن هاساكا ربطت خيطين ثقيلين لكرسي بعجلات وضعت عليه الجثة، الأول ملفوف حول القضبان والثاني حول العمود القريب من المتجر. تم بعد ذلم إرفاقهم بدراجتها وباستعمال قوة دراجتها أثناء قيادتها للمتجر، شُدَّ الحبل. وبالتالي سُحب الكرسي بسرعة مناسبة سببت سقوط الضحية في مكان تجميع النفايات، بينما الخيط الثاني أعاد الكرسي لمكانه عند باب الصالون. قالت إيري أن النفايات المرمية سيكون بها السلاح المُرتكب للجريمة والملابس الملطخة بالدماء مما سيكون دليل إدانة هاساكا. تعترف هيساكا بالجريمة وبالنهاية يُفسد كوگورو الأمر مع إيري كالعادة. |                                                                                |               |                |                      |
| 507 | النقطة العمياء في صندوق الكاراوكي (الجزء الأول) カラオケボックスの死角(前編)   | فصل 619-621   | 30 يونيو 2008  | [ 31 ] [ 32 ]        |
| يعود إيسوكي للمدرسة وتأخذاه ران وسونوكو لصالة الكاراوكي للاحتفال بعودته. يلاحظ كونان أن رجلًا مريبًا يتبعهم ويفترض أنه أحد عملاء الـFBI الذي أُرسل لحماية إيسوكي. عندما كانوا هناك تقع جريمة قتل والضحية هو الرجل الذي كان يتبعهم بسبب ضربات متعدد على الرأس. تحقق الشرطة مع أربعة مشتبهين كانوا في غُرف الكاراوكي أثناء حدوث الجريمة. |                                                                                |               |                |                      |
| 508 | النقطة العمياء في صندوق الكاراوكي (الجزء الثاني) カラオケボックスの死角(後編)  | فصل 619-621   | 7 يوليو 2008   | [ 32 ] [ 33 ]        |
| تبحث الشرطة في غرف المشتبهين عن السلاح المُستخدم لقتل تاتسومي مونيوا. الصور الموجودة على الكاميرا التي كانت معه كانت تحمل صورًا كثيرة لسونوكو. يدرك كونان أن الرجل ليس من الـFBI وأنه كان يلاحق سونوكو وليس إيسوكي. بعد التحقيق يكتشف كونان القاتل ويُخدِّر سونوكو ويتقمص شخصيتها. القاتل هو المشتبه كيوتا هوما، ويكشف الدلائل ومكان سلاح الجريمة. سبب قتله لتاتسومي هو أنه قط خطف ابنه ذو الأربع سنوات وقتله، ولكن الشرطة أفرجت عنه لنقص الأدلة، وأنه كان يخطط لاختطاف سونوكو كذلك. بخبر إيسوكي كونان أنه يريد العمل لدى الـCIA ويطلب من كونان أن يتصل بشينچي ليأخذ منه الإذن بأخذ ران إلى أمريكا لأن حقيقة المشاعر بينهما غير صريحة. يكشف كونان هويته الحقيقية ويرفض طلب إيسوكي. |                                                                                |               |                |                      |
| 509 | أحمر وأبيض وأصفر وفريق المتحرين الصغار 赤白黄色と探偵団                        | فصل 622-624   | 14 يوليو 2008  | [ 34 ] [ 35 ]        |
| بعد المدرسة، يتلقى كونان اتصالًا هاتفيًا من جودي التي تقول له بأن المنظمة أرسلت عضوًا جديدًا يحمل الاسم الرمزي بوربون. وفي الوقت نفسه، تلقي فريق المتحرين الصغار طلبًا من زميل لهم، كايتو سويگيأورا للتحقيق في تصرفات رجل غريب في بناء شقته التي يملكها والده. في اليوم التالي يجد فريق المتحرين الشقة قد أحرقت. تكشف الشرطة أن جميع السكان غادروا المبنى بأمان؛ ثلاثة مستأجرين لم يكونوا في المنزل أثناء الحريق يُشتبه في أن أحدهم قد أشعل الحريق عمدًا.تعثر الشرطة على مذكرات كايتو وكتاباته يوم إضرام النار في المبنى. تذكر المذكرات ثلاثة من السكان وصفة لكل منهم : في الصباح، لم يسقِ" الرجل الأحمر " الحديقة بسبب هطول المطر، وكان "الرجل الأبيض " قادرًا على مساعدته عندما سقط، والمشتبه " الرجل الأصفر " عاد إلى المنزل في الليل، وتجادل مع والد كايتو. تعتقد الشرطة أن " الرجل الأصفر " هو الجاني وتستجوب المشتبه بهم الثلاثة: ريوهي هوسوي؛ نجار مبتدئ جرح ولا يزال يجرح نفسه كثيرًا؛ سوبارو أوكيَّا، وهو طالب دراسات عليا الذي يروي حديقة مبنى الشقق، وماكابي جينيا، وهو تاجر أسهم. تكشف الشرطة أن كايتو لديه مجموعة من ألعاب السيارات وكتب اسم كونان في مذكراته كوروشيرو (黒白 "أبيض أسود"). |                                                                                |               |                |                      |
| 510 | كونان ضد شفرة W الغامضة コナンvs W 暗号ミステリー                              | فصل 638-640   | 28 يوليو 2008  | [ 35 ] [ 36 ] [ 37 ] |
| يدرك كونان من أشعل الحريق ويكشف عن هوية "الرجل الأحمر"، و"الرجل الأبيض"، و"الرجل الأصفر" وهو مرتبط بأنواع وألوان السيارات: "الرجل الأحمر " هو سوبارو أوكيا، لأنه يسقي الزرع كسيارة الإطفاء؛ "الرجل الأبيض" هو ريوهي هوسوي، لأنه أعطى كايتو ضمادة بعد أن أصيبت ركبته وبذلك هو كسيارة الإسعاف البيضاء؛ "الرجل الأصفر " هو جينيا ماكابي،"الرجل الأصفر" هو گينيا ماكابي، فقد رآه يقوم بالحفر خفية بالحديقة ولذلك شبهه بسيارة البناء.. يعترف گينيا بحرق الشقق ويكشف أنه تم دفن المال الذي حصل عليه كتاجر متجنبًا الضرائب. عندما كشف والد كايتو أمره، دفع گينيا والد كايتو إلى أسفل الدرج. گينيا، معتقدًا أن الد كايتو قد مات، أحرق المبنى وصولا لإخفاء ما اعتقد أنه، جريمة قتل. يتساءل فريق المتحرين الصغار لماذا سمى كايتو كونان "كُوروشِيرو"، فيجيبهم الضابط بأنه شبهه بسيارة الشرطة. سوبارو مُتسمِّعًا حديث فريق المتحرين حول الدكتور أگاسا، يطلب منهم أن يعرفوا الدكتور عليه لكي يصير طالبه، وربما يجد لنفسه مكانًا للسكن. هايبارا ترفض السماح لسوبارو بالبقاء مع الدكتور لاعتقادها أن له علاقة بالمنظمة. كونان يعطي سوبارو مفاتيح منزله ويخبره أنه سيخبر شينچي ببقائه في منزله غدًا. في الغد، تذهب ران وسونوكو لمنزل شينچي لتنظيفه حيث وجدت سوبارو فظنته لصًا فلكمته. بعد أن شهدت مهارته في التحقيق والتحري، تطلب سونوكو من شينچي وسوبارو حل قضية الطائرات الورقية مع علامات غريبة عليها منشورة حول المدينة ليروا من سيحلها أولًا. يراسل كونان ران في نفس الوقت الذي يشرح فيه سوبارو نظريته للأمر؛ يعتقد كلاهما أن الطائرات هي رسالة إس أو إس. |                                                                                |               |                |                      |
| 511 | مواجهة التحري الحاسمة شينچي ضد سوبارو أوكيا 推理対決!新一VS沖矢昴              | فصل 638-640   | 4 أغسطس 2008   | [ 37 ] [ 38 ]        |
| يُبيِّن سوبارو أن عند فتح طي الطائرة الورقية فإن الرموز الظاهرة هي ··· — — — ··· والتي هي شفرة مورس لـإس أو إس. تعطي ران وسونوكو سوبارو طائرة أخرى وجدوها برمز مختلف عليها والذي كان شفرة مورس لـصفر مع تصميم لإشارة الهاتف الخلوي. يستنتج سوبارو أن هذه الرموز تعني أن الضحية في مكان حيث لا يوجد إرسال، أي أنه في مكان عالٍ جدًّا. يقرر الثلاثة مشاهدة التلفاز في حال كانت هناك أنباء حول طائرات أخرى، فيصادفون أخبارًا بأن إكوٌ دايتا، رجل شركة مشهورة، قد اُختطف قبل ثلاثة أيام ويدركون أنه المسؤول عن إرسال الطائرات الورقية. من تصميم آخر أُرسل، يدرك سوبارو وكونان/شينچي أن الضحية محتجز في مدينة بيكا. بعد استثناء الفنادق يتقلص عدد المباني إلى مبنًى واحد فقط، ويخبر كونان ران أن تبحث عن شُرفة بها العديد من الطائرات الورقية وتجدها ران. بعد ذلك، يتصل شينچي على رجال الأمن والإسعاف بينما تذهب ران وحدها للشقة من أجل مساعدة السيد دايتا الذي كان على شفا الموت ويتمكنون من إنقاذ السيد دايتا. |                                                                                |               |                |                      |
| 512 | الطالع المحطم 砕けたホロスコープ                                               | فلر           | 11 أغسطس 2008  | [ 39 ] [ 40 ]        |
| استقبل كوگورو دعوة من عرافة شهير تُدعى ريكا شٍيجو لمقابلة وقراءة طالعه. تطل ران من ريكا أن تقرأ طالعها هي أيضًا، ولكن ريكا تقول لها أنها ستقرأ طالعها في وقت لاحق وتعطي ران ميدالية مفتاح غرفتها الألماسية على سبيل التعويض. في وقت لاحق من ذلك المساء، ضيوف ريكا يدركون أنها كانت في غرفتها لفترة طويلة جدًا. غير قادرين على فتحباب غرفتها، يرون من خلال النافذة خارج غرفتها أنها ميتة بطعنة سكين. أحد ضيوفها، كينسك كاتسراگي، يصعد إلى أعلى غرفة ريكا ويكسر السقف الزجاجي ثم يدخل فيفتح الباب عبر المفتاح الذي كان ملقى على الأرض مع مجموعة مفاتيح. الشرطة تصل وتحقيقاتها تكشف أن مفتاح تلك الغرفة مصنوع خصوصًا بحيث لا يمكن استنساخه. يقوم كونان بالتحقيق وبعد العثور على عدد قليل من المدلولات، يخدر كوگورو ويقلد صوته ليكشف أنَّ كاتسراگي هو الجاني. كونان يكشف عن أن كاتسراگي التقى ريكا في غرفتها وقتلها. بعد ذلك، أخذ مفتاح غرفتها، وقفلها من الخارج، وقفز من الخارج إلى سقف الغرفة، وصنع حفرة صغيرة جدًّا تكفي لإدخال المفتاح من السقف، ثم رمى المفتاح في الغرفة. كدليل، كونان يكشف أنه على الرغم من أن المفتاح كان مرميًا مع مجموعة مفاتيح أخرى، كان كاتسراگي قادرًا على معرفة ما هو المفتاح الصحيح في أول محاولة له. كاتسراگي دافع عن نفسه بأنه يعرف المفتاح من خلال ميدالية الياقوت الخاصة به؛ كونان يكشف أن المفتاح كان أصلًا بميدالية ألماسية هي الآن مع ران. وهذا يعني أن كاتسراگي كان الشخص الوحيد الذي كان مع ريكا قبل وفاتها، حيث قتلها ثم أقفل باب الغرفة ثم رمى المفاتيح. اعترف كاتسراگي كاشفًا أن ريكا كانت تبتز المال منه. بعد اعتقال الشرطة لكاتسراگي، كونان يسأل ران لماذا أرادت من ريكا قراءة الطالع لها، التي أجابت "عن مكان شينچي الحالي" فهي قلقة عليه.                                                                                      |                                                                                |               |                |                      |
| 513 | أريج قهوة مع نية قتل (الجزء الأول) 殺意はコーヒーの香り(前編)                  | فصل 628-630   | 1 سبتمبر 2008  | [ 41 ] [ 42 ]        |
| اثنين من منتجي التلفزيون، رجل يُدعى سومي شوجو وامرأة تدعي كازومي مايكو يسألان كوگورو ليكون نجمًا في برنامج "24 ساعة مع متحرٍ". يوافق كوگورو ويخططون لعقد اجتماع في اليوم التالي. في اليوم التالي، سومي يأخذ كوگورو وران وكونان ليجتمعوا مع مدير أعماله، ناكاما راسكو لمناقشة العرض. عند وصولهم إلى شقة ناكاما في الطابق العشرين لم يرد ناكاما على طرق الباب، فيذكر سومي أن ناكاما كان يتحدث ويفكر بالانتحار في الآونة الأخيرة مما دفعه للتفكير بأن ناكاما قد انتحر. ينادون مدير الشقة الذي يفتح الباب ويقطع سلسلة الباب للسماح لهم بالوصول إلى الغرفة. هناك، يجدون ناكاما قد توفي بسبب شرب قهوة مسمومة. وتشتبه الشرطة بإمكانية كونها جريمة قتل مع الافتراض القائل بأن الجاني سمم قهوة ناكاما قبل أن يغادر وقال لناكاما بأن يقفل باب منزله بالسلسة. يحقق كونان في الأمر ويدرك أن الجاني كان مع ناكاما قبل وفاته؛ وهذا يعني على نحو ما وضع الجاني سلسلة الباب مرة أخرى على الباب قبل أن يغادر. وتشتبه الشرطة بأن سومي هو الجاني وأنه قد عبث بمسرح الجريمة لإخفاء كيفية تنفيذ الجريمة. |                                                                                |               |                |                      |
| 514 | أريج قهوة مع نية قتل (الجزء الثاني) 殺意はコーヒーの香り(後編)                 | فصل 628-630   | 8 سبتمبر 2008  | [ 42 ] [ 43 ]        |
| تحقيقات كونان تكشف أن سومي عبث بالأدلة لكي يشير للشرطة أن ناكاما كان وحده خلال فترة موته. كونان يكشف أنه كان هناك أصلاً طبقين اثنين وكوبين من القهوة وقطعتي كعك. سومي أخذ قطعة من الكعكة ووضعها مع قطعة أخرى لجعل الأمر يبدو كما لو كانت قطعة واحدة، ثم سكب القهوة من أحد الكؤوس في كأس نبات وجعل الكأس حاوية للأقلام. بالنسبة للطبق الآخر، فقد وضعه تحت فنجان القهوة المسكوب على أنه طبق قهوة. سومي يعترف بالقتل، كونان في نفس الوقت يخدِّر كوگورويكشف عن أن سومي ليس القاتل. وقال أن موظفة في صيدلية رأت سومي يتحدث إلى مايكو في وقت ارتكاب الجريمة قبل استدعاء كوگورو للقاء؛ ومع ذلك، الاجتماع كان قد أُلغي قبل يوم واحد. وهذا يعني بأن كوگورو كان يُستخدم كوسيلة لدخول سومي لغرفة ناكاما والعبث بالأدلة. ويكشف كونان أن الدافع الوحيد لما فعله سومي كان تنقية اسم مايكو من جريمة القتل. ويقول أن مايكو اتصلت به بعد جريمة القتل واعترفت له بحقيقة مشاعرها قبل أن تنتحر بالقفز من الطابق العشرين. ويكشف كونان كدليل، أن سومي الذي أتى في وقت متأخر لأخذ كوگورو وأسرته إلى الاجتماع، كان قد أخفى جثة مايكو في صندوق السيارة. كونان يكشف أن مايكو قتلت ناكاما لأنه كان يضايق ويبتز سومي ورؤية سومي بهذه الحالة كانت دافعها لقتل ناكاما. |                                                                                |               |                |                      |
| س.515 | سحر انتقال كيد الفوري (حلقة خاصة لمدة ساعة) 怪盗キッドの瞬間移動魔術           | فصل 631-634   | 20 أكتوبر 2008 | [ 44 ] [ 45 ]        |
| يتحدى جيروكيچي سوزوكي اللص الطائر كيد بالظفر الأرجواني، فردتا كعب عالٍ بمجوهرات عليها تزن ثروة في محاولة للإمساك به. يضع الفردتان في منتصف ميدان ضيق ليمنع كيد من الهرب باستخدام طائرته الشراعية المعلقة. بعد إعلان التحدي لوسائل الإعلام، يصل كايتو كيد من السماء ويهبط على الفاعدة التي تحمل الظفر الأرجواني. جيروكيچي يُفعِّل فخه ويحبس كيد (والجمهور) داخل شبكة طولها عشرون مترًا ليمنع كيد من الهرب من الشبكة. كيد يأخذ الظفر الأرجواني ويُعلن أنه سيهرب باستخدام الانتقال اللآني (بالإنجليزية: Teleportation)! بعد أن اختفى في غيمة دخانية أطلقها، يظهر كيد بعد حوالي عشر ثوانٍ على سطح إحدى المباني! بعد أن وصلت وسائل الإعلام للبناية الموجود عليها، قال كيد بأن إحدى الفردتين مزيَّفة وليست حقيقية، وأنه سيعود الليلة المُقبلة من أجل أخذ الفردة الحقيقية. في الليلة التالية يحاول كيد سرقة الفردة باستخدام نفس الحيلة ولكن كونان يوقفه ويكشف الحيلة التي استخدمها؛ بعد أن اختفى في سحابة الدخان، وضع عباءة سوداء حول نفسه وانطلق نحو المبنى الذي خطط ليصعد على سطحه، ويكشف كونان أن كيد أعدَّ بكرة على المبنى الذي لا تصوره وسائل الإعلام قبل السرقة، وباستخدام أكياس رملية ومساعدة من رفيقه، رفع نفسه للسطح. ينجح اللص الطائر كيد من الهرب من الموقع مع رفيقه، وأعاد الفردتين مبيِّنًا أنها ليست الجوهرة التي يبحث عنها. |                                                                                |               |                |                      |
| س.516 | فورينكازان - المحارب المدرع الغامض (حلقة خاصة لمدة ساعة) 風林火山 迷宮の鎧武者 | فصل 613-618   | 3 نوفمبر 2008  | [ 46 ] [ 47 ]        |
| تستأجر عائلة تورادا القاطنة في إحدى القرى المتحري كوگورو لحل لحل لغز مقتل تورادا يوشيرو؛ الذي جُرف بسبب إعصار ووُجد من قِبَل القاتل الذي بدل أن يساعده، ترك أم أربع وأربعين ميتة بجانبه وتركه ليموت. تظن عائلة تورادا أن الجاني من عائلة تاتسو التي بينهما كراهية مُتبادلة لسبب قديم منسي. في الوقت نفسه، استأجرت عائلة تاتسو هيجي للتحقيق في ملابسات وفاة ابنها، كوجي تاتسو، الذين عُثر عليه مدفونًا تحت كومة من الصخور ومضروبًا حتى الموت وبجانب جثته أم أربع وأربعين ميتة. خلال التحقيق، كونان وهيجي التقوا بمحقق ثالث يُدعى ياماتو كانسوكي، محقق المنطقة الرسمي الذي يُحقِّق في نفس القضية. تحقيقاتهم تؤدي بهم إلى الاعتقاد بأن هذه الجرائم تتصل بطريقة ما بحادث وقع قبل ست سنوات، حيث عُثِر على ضابط القرية المُحترم من الجميع كوروتو كاي ميتًا أثناء ممارسة الرماية من على ظهر الفرس، وقد علموا من جسده الذي أصيب بجروح من جراء السقوط من التلة قد نجى ولكنه مات بسبب الجوع، مما يعني أنه كان لا يزال على قيد الحياة بعد سقوطه وأن شخص ما تركه هناك ليموت من الجوع. في تلك الليلة، ران وكازوها يرون ظل درع تاكيدا شينگن خلف باب غرفتهم. عندما تسمع أياكا تاتسو ذلك، تركض بشكل هستيري وتحبس نفسها في الحمام، بعدها بلحظات يُعثر على أياكا مشنوقة على شجرة مع منديل حول فمها وأم أربع وأربعين ميتة تحت جسدها. ويعلمون من عائلة تاتسو أن أم أربع وأربعين هي إشارة إلى جنود تاكيدا شينگين الذين كان يُشار إليهم باسم "أم الأربع والأربعين". وقالت الأسرتان أيضًا أن الضحايا الثلاث جنبًا إلى جنب مع أكيرا تاتسو وشيگيتسوگو تورادا كانوا يبحثون عن كنز تاكيدا شينگين تاأسطوري. تحقيقات كونان وهيجي تؤدي بهم إلى الاعتقاد بأن القاتل يتبع إستراتيجة الفورينكازان وأن المذنب القادم سوف يموت في حالة وفاة متعلقة بالنيران. في مكان آخر، تشتعل النيران بشيگيتسوگو عند سكة القطار. |                                                                                |               |                |                      |
| 517 | فورينكازان - خاتمة الظل والبرق 風林火山 陰と雷光の決着                         | فصل 613-618   | 10 نوفمبر 2008 | [ 47 ] [ 48 ]        |
| يكشف المحقق كانسوكيه ياماتو أن شيگيتسوگو رمى صنارته على أعمدة طاقة السكة مما تسبب بموته. بعد ذلك يُري الجميع مذكرات شيگيتسوگو التي تُبيِّن أن الضحايا الأربع كانوا سببًا في موت الضابط كاي ويستنتج أن شيگيتسوگو هو الذي قتل الضحايا الثلاث قبل أن يقتل نفسه. يحقق كونان وهيجي في موقع قتل أياكا ويعرفون من فريق التحقيق الرسمي أن يد أياكا اليُمنى كان فيها مسحوق عيون أزرق ويعرفون المجرم الحقيقي. في غرفة تمرين أكيرا، أكيرا ويوي تورادا يكشفون القاتلة الحقيقية، تاتسوي تورادا، الزوجة الحالية لكبير عائلة تورادا. يوي تكشف أن هناك قاعدتان أخريتان للفورينكازان، القاعدتان حول الظل والبرق، وتتابع بأن مقتل شيگيتسوگو كان البرق، ومقتل كاي كان الظل، ولم يتبقَّ سوى النار لإكمال الفورينكازان. وتتابع بأن المسحوق الأزرق على يد أياكا كان رسالة موت؛ حيث أن الكانجي لأزرق wikt:青 يُشير أيضًا إلى الحصان ذي الشعر الأسود، أي حصان تاتسوي. وتوضِّح بأن تاتسوي أرادت قتل أكيرا لأنها ستربح رهانًا كبيرًا؛ وكان الرهان بأن إذا لم يصب أكيرا هدفًا أثناء الرماية من على ظهر الحصان، ستفوز بالرهان. تاتسوي تعترف بارتكابها لجميع الجرائم متضمنة موت أكاي ومحاولة قتل أكيرا. هيجي وكونان وكانسوكيه الذين كانوا قد نصبوا فخًا لها متوقعين ظهورها كشفوا أنفسهم وقبضوا عليها. |                                                                                |               |                |                      |
| 518 | رحلة إعادة ميجي الغامضة: فصل التحري 明治維新ミステリーツアー(探索編)           | فلر           | 1 ديسمبر 2008  | [ 49 ] [ 50 ]        |
| أثناء تواجد فريق المحققين الصغار وران وسونوكو عند ضريح شوين يوشيدا، شخص مشهورة في مقاطعة ميجي، يشهدون على رجل يحاول أخذ كتاب من امرأة بالقوة. يحاول فريق المتحرين القبض عليه ولكنه يهرب مع زميله بسيارته. يأخذون المرأة إلى مكتب والد ران وتقول أن اسمها هو كيميكو كوباياكاوا، وتقول بأن الرجلين يسعيان خلف مذكرات جدها والذي يحتوي على خريطة مشفرة لكنز يستطيع شراء البلاد بأكملها. يقرر فريق المحققين الصغار وران وكوگورو فك تشفير المذكرة لإيجاد موقع الكنز. الرسمة كانت حول ثعلب يحدق بمجموعة أسماك في جدول وبرسالة أسفلها "أطعم الأسماك للثعلب". كيميكو تظن أنها تعني الأسماك الموجودة في جدول منزلها وتأخذهم إلى تسوَّانو؛ في طريقهم إلى هناك يقابلون شيگيرو كاواگوچي، أحد أصدقاء كيميكو. فور وصولهم لتسوانو، يدرك كونان أن الشفرة تعني طي الورقة من جانب الثعلب على الأسماك ومنها نتجت رسالة "تحت قمة الإيناري المخفي". يبحثون عن ضريح إيناري ويجدون خريطة هاگي مع كلمات "اعكس القلعة على عين القطة، وانظر تحت الفأر". أثناء استكشافهم هاگي، يُختطف ميتسوهيكو وهايبرا وكيميكو من قبل الرجلين الذي ظهرا في البداية. |                                                                                |               |                |                      |
| 519 | رحلة إعادة ميجي الغامضة: فصل فك الشفرة 明治維新ミステリーツアー(解読編)        | فلر           | 8 ديسمبر 2008  | [ 50 ] [ 51 ]        |
| تحقيقات كونان تصل بهم إلى مكان إخفاء الكنز، وعندما وصلوا إلى مكان الكنز؛ الذي هو رسالة من الجد لتحفيز أبناء المستقبل للرقي بهذا البلد. يأمر الخاطفون بتسليمه. يفتح الخاطففون الظرف وعندما لم يجد مالًا داخله اشتاظ غضبًا ومزق الظرف. يخدر كونان كوگورو ويكشف الحقيقة وراء كل هذه الشكوك، ويكشف أن الكنز كان يحتوي الإرادة لتغيير البلاد، لا لشرائها. يكشف كونان فيما بعد أن الطابع الموجود على الرسالة يساوي الملايين وكان من المٌفترض أن يُستخدم لتغيير البلاد، ولكنه تمزَّق أثناء غضب المجرم. |                                                                                |               |                |                      |
| 520 | شكوى النبيذ الأحمر ワインレッドの告発                                          | فلر           | 15 ديسمبر 2008 | [ 52 ] [ 53 ]        |
| يُدعى كوگورو لحضور حفل نبيذ مُقامة من قِبَل جامع نبيد يُسمَّى مُوروزو هونجو. أثناء استكشافهم الفلّا، كونان وران يشهدان مشاجرة بين هونجو وجامع نبيذ آخر وناقد فرنسي يسمى أكامارو. يشهد كونان فيما بعد هونجو يضرب رأس أكامارو بطابوقة. يركض كونان لموقعهم ولكنهم لا يجد أي شيء يدل على ما حدث. أثناء تحقيقه، يلاحظ وجود دماء في برميل في ملعب التنس، فيدرك أن أكامارو كان موجودًا هناك ولكنه نُقل فيما بعد لمكان آخر. المكان الوحيد الذي لم يبحث فيه كونان هو غرفة تخزين النبيذ المحمية ببصمة هونجو. أثناء حفل تذوق النبيذ، وُجد أفضل نبيذ لدى هونجو مخلوطًا وصار ذا طعم سيئ. يجد كونان بقعة دماء على علامة النبذ ويستنتج ما حصل ويخدِّر كوگورو ويخبر الضيوف أن التحليل الوحيد لما حصل هو أن شخصًا يضمر لهونجو الحقد فام بخضِّ النبيذ مما أفسد طعمه، وأنه على الأرجح موجود لحد الآن في غرفة التخزين ويستطيع تخريب بقية النبيذ؛ هكذا، دفع كونان جميع الضيوف لإرغامه على البحث معه في غرفة النبيذ ووجدوا أكامارو وهو لا يزال حيًّا. أكامارو لا يزال فاقدًا للوعي في المستشفى بينما تم اعتقال هونجو. |                                                                                |               |                |                      |
| س. 521 | القاتل، شينچي كودو (حلقة خاصة لمدة ساعة) 殺人犯、工藤新一                      | فصل 646-654   | 19 يناير 2009  | [ 54 ] [ 55 ]        |
| قبل عام، حل شينچي كودو جريمة قتل في أوكوهو الشرقية. وصلت رسالة لهيجي هاتوري باسم شينچي مفادها أنه أخطأ في استنتاجه ذلك اليوم من شخص يُدعى أوكادو ماكوتو، فذهب كونان وهيجي وران وكازوها وكوگورو إلى أوكوهو، ولكنهم علموا أن ماكونو مختفٍ منذ نصف سنة، وأن أهل القرية ولسبب ما يحقدون على شينچي. توجه كونان وحده إلى مكان لقائه مع ماكاتو في الكوخ الجبلي، وبعد أن علم أن فخ لقتله قفز من النافذة إلى البحر حيث عاد إلى جسده الطبيعي بعد أن تناول عقارًا مضادًا صنعته هايبرا عن طريق الخطأ، والذي حسب قولها سيعيده لجسده لمدة 24 ساعة فقط. وجدت ران ومرافقوها فيما بعد شينچي عند ساحل البحر فاقدًا ذاكرته. تقترح كازوها أخذ شينچي إلى موقع الجريمة حيث قد يستعيد ذاكرته، وهناك علموا من زميلة ماكوتو أن شينچي استنتج أن الجريمة هي انتحار مزدوج ارتكبه عمدة البلدة المحبوب كثيرًا في القرية هينوهارا، وأن السبب هو إصابته بالسرطان، ولكن بعد الجريمة بفترة قالت إحدى الممرضات أن العمدة كان مُصابًا بورم حميد!. في اليوم التالي وُجدت الصحفية في صحيفة توتو مطعونة، وجميع المدلولات تشير إلى أن الفاعل هو شينچي. يُخبأ هيجي شينچي في صندوق سيارة كوگورو لحين كشفه للخدعة المُرتكبة في هذه الجريمة المستحيلة. تذهب ران للغابة طالبة من المخلوق الأسطوري شيراگامي إعادة شينچي لطبيعته، وهناك تسقط من أعلى منحدر فيأتي مخلوق غريب ويأخذها لكوخه في الغابة. |                                                                                |               |                |                      |
| س. 522 | وجه شينچي الحقيقي ودموع ران (حلقة خاصة لمدة ساعة) 新一の正体に蘭の涙           | فصل 646-654   | 26 يناير 2009  | [ 55 ] [ 56 ] [ 57 ] |
| يجد هيجي والآخرين ران فاقدة للوعي في الكوخ ويدركون أن شيراگامي حملها إلى هناك لمعالجة جروحها. يحقق هيجي ويدرك كيف يريد المجرم إيقاع شينچي في الفخ. يكشف هيجي أن شينچي هو الذي طعن الصحفية كاووچي وليس هناك أي خدعة في الأمر. يظهر شيراگامي ويكشف أنه شينچي الحقيقي وأن شينچي الآخر هو في الحقيقة ماكوتو الذي أجرى عمليات جراحية تجميلية ليبدو كشينچي وتظاهر بفقدان الذاكرة والإصابة بالزكام لتجنب أسئلة أصدقائه ولأنه لا يستطيع تقليد صوته. هيجي يوضح أن ماكوتو يكره شينچي كثيرًا بسبب حادثة مقتل العمدة التي قال شينچي أنها انتحار مزدوج رغم أنها حادثة قتل وسرقة لأن العمدة لم يكن لديه دافع لقتل زوجته ونفسه. الجريمة التي حدثت قبل سنة والتي حلها شينچي وكرهه الجميع بسببها شُرحت بالكامل؛ لم يكن شينچي مخطئًا في استنتاجه، ولكنه كذب على سكان القرية حول الدافع وراء الجريمة حفاظًا على سمعة عمدتهم المحبوب، ففصيلة دم العمدة هي AB وفصيلة دم زوجته وابنه هي O؛ وهذا يعني أنه ليس ابنه الشرعي حسب قوانين مندل للوراثة، وبعد أن اكتشف العمدة ذلك قتل زوجته غضبًا، وقد أُخبر ماكوتو بالحقيقة ولكنه كان في حالة صدمة ولم ينتبه لما قيل له. بعد اعتقال ماكوتو يذهب ران وهيجي وشينچي وكازوها للفندق. قبل وصولهم يبدأ مفعول مضاد الـعقار APTX4869 بالتلاشي، ويساعد هيجي شينچي للهرب للحمام. هايبرا كانت تختبأ هناك، وأعطت شينچي مضادًا آخر فبقي على هيئة شينچي. أثناء عودتهم لطوكيو، تسير سيارة بطريقة غريبة في الطريق، بعد إيقافها يشاهدون السائق وقد خُنق حتى الموت. |                                                                                |               |                |                      |
| 523 | الشيء الذي تريد سؤاله حقًّا 本当に聞きたいコト                                   | فصل 646-654   | 2 فبراير 2009  | [ 6 ] [ 57 ]         |
| تتمكن الشرطة من إيقاف حركة المرور عبر منع السيارات من عبور نقطة تحصيل الرسوم. يتمكن شينچي وهيجي من تقليص المشتبه بهم إلى ثلاثة أشخاص، هؤلاء الثلاثة يبينون أن الضحية هو سائق سباقات شوارع معروف يُدعى گونپيه واعتزل السباق بعد أن تسبب بمقتل شخص يُدعى أكيرا في إحدى السباقات. يلاحظ شينچي وهيجي وجود فتحتين في نافذة السيارة الموجودة عند مقعد السائق ويدركان كيفية وقوع الجريمة؛ ريكو ميزوهاشي، صديقة أكيرا وضعت في كأس گونپيه حبوبًا منومة مما جعلته بخلد للنوم في محطة الاستراحة. أثناء نومه، صنعت الحفرتين في النافذة وأدخلت خيط صيد منهما حول عنق گونپيه. بعد أن استيقظ وبدأ بالقيادة. بعد ذلك قادت ريكو بجانبه وأشارت له بأن لديها شيئًا مهمًا لتخبره به مما جعله يفتح النافذة مما أدى لتضييق الخيط حول عنقه مؤديًا لوفاته. بعد حل القضية، مفعول العقار المضاد يبدأ بالتلاشي ويحاول شينچي إخفاء نفسه أثناء التحول لكونان ولكن ران تظل ممسكة بيدة غير سامحة لها بالذهاب لتسأله الشيء الذي تريد سؤاله حقًّا. |                                                                                |               |                |                      |
| 524 | شرارة الكراهية الزرقاء (الجزء الأول) 憎しみの青い火花(前編)                    | فصل 635-637   | 9 فبراير 2009  | [ 58 ] [ 59 ]        |
| أثناء إمساك ران ليد شينچي في اللحظات التي سيعود بها لهيئة كونان، تقوم هايبرا بتخديرها عن طريق ساعة التخدير لمنع كشف هوية كونان الحقيقية لها. يصحب الدكتور أگاسا فريق المتحرين الصغار للتخييم، ولكن تتوقف السيارة في منتصف الطريق الجبلي بعد أن نفد منها الوقود. بعد قليل يمر شخص يقود سيارة كلاسيكية يُدعى سُودوٌ گوكِي فطلبوا منه المساعدة، ولكنه تفوه ببعض الكلمات البذيئة وغادر مسرعًا. بعد ذلك بلحظات، وقع انفجار في قصر أعلى الجبل، وهناك كانت سيارة سودو تشتعل في المرآب حيث انسكب البنزين من براميل التخزين البلاستيكية. بدا الأمر في البداية كحادثة عرضية، ولكن أسلوب خطيبة سودو إينا أثناء التحقيق كان مثيرًا للشك. يشك كونان في كون الأمر جريمة مدبرة، ولكن، كيف يمكن أن تكون النار قد اشتعلت دون وجود جهاز إشعال كولاعة أو كبريت؟ |                                                                                |               |                |                      |
| 525 | شرارة الكراهية الزرقاء (الجزء الثاني) 憎しみの青い火花(後編)                   | فصل 635-637   | 16 فبراير 2009 | [ 59 ] [ 60 ]        |
| يسأل كونان ضيوف قصر سودو ويعلم أن إينا كانت تلح على خطيبها لكي يرتدي معطفه الصوفي ويأتي بسيارته الكلاسيكية خلال الأسابيع الثلاثة الماضية. تطلب الشرطة من إينا القدوم معهم لإجراء المزيد من التحقيقات، فتذهب ولكن مع سيارة الدكتور أگاسا برفقة هايبرا وكونان ويتوقفون مؤقتًا في منزل الدكتور أگاسا لإعادة تعبئة السيارة بالبنزين. يتعثر أگاسا ويُسقط برميل البنزين، ويطلب من هايبرا استعمال المفتاح لفتح صندوق السيارة، ولكن توقفها إينا قائلة بأن انفجارًا سيحدث بسبب الكهرباء الساكنة. يُفتح باب المرآب وتأتي الشرطة وتبين أنه كان فخًا لدفع إينا على الاعتراف. يوضح كونان أن سبب طلب إينا من سودو ارتداء المعطف الصوفي هو لتوليد الكهرباء الساكنة، ويتابع بأن سيارة سودو الكلاسيكية لم تكن تستعمل مفتاح بتحكم عن بُعد كما في السيارات الحديثة. عندما كان سودو يقفل سيارته بالمفتاح، تولدت الكهرباء الساكنة مما سبب اشتعال النار في المرآب بسبب الوقود المنسكب. إينا تعترف بأن سبب الجريمة هو انتقامًا من مقتل والديها؛ حيث تعرض والدها في منتصف الطريق الجبل بينما مر سودو وتفوه بكلمات بذيئة بدل مساعدتهم مما أدى إلى وفاة زوجته بسبب الصدمة والحزن. |                                                                                |               |                |                      |
| 526 | هدية من المذنب الحقيقي 真犯人からの届け物                                      | فصل 641-642   | 23 فبراير 2009 | [ 61 ] [ 62 ]        |
| عند تناول كوگورو وران وكونان طعام العشاء في مقهى پوارو حيث تعمل آزوسا؛ المرأة التي ساعدتهم في حل قضية سابقة، يعلمون أن أخوها متَّهم في جريمة قتل. تصل هدية تحتوي على البسكويت لأزوسا، فتغادر للتسوق ويرافقها (ويراقبها) تاكاگي. يعود تاكاگي قائلًا أن أزوسا قد هربت ويُستنتج أنها ذهبت للقاء أخيها. كونان يكتشف الهوية الحقيقية للقاتل، ويدل الشرطة الموجودون على مكان الرسالة على شريط تغليف الهدية. كونان يقول أن القاتل استدعى أزوسا لمحو صورة من هاتفها قد تكون دليل براءة أخيها. تعثر أزوسا على أخيها في مخزن خالٍ وتُضرب فتفقد وعيها من قِبَل القاتل. يصل رجال الشرطة في الوقت المناسب وينقذون أزوسها وأخاها، ويعترف القاتل بجريمته التي ارتكبها بسبب خسائره الكبيرة في البورصة. |                                                                                |               |                |                      |
| 527 | الحقد المخفي خلف القناع 仮面劇に秘めた悪意                                     | فلر           | 2 مارس 2009    | [ 63 ] [ 64 ]        |
| يُدعى كوگورو لحضور مسرحية أقنعة مع عائلته، وهناك يتسمع كونان لحديث شخص حول نيته لقتل زميله. يُكتشف أمره ويوضع في تابوت، ولكنه يتمكن من الهرب بعد أن وجد الباب الخلفي للتابوت. يسمع بعد ذلك خطتي قتل منفصلتين للمثلين الآخرين، مما يعني أن ثلاث جرائم ستقع في المسرح اليوم. على ما ظهر أن ثلاثهم قد ماتوا، يظهر أن كونان قد أنقذ حياتهم جميعًا باستخدام ساعته المخدرة وحذاء تقوية الركل وعلاقة المسرح. |                                                                                |               |                |                      |

## الموسيقى

### شارات البداية
| رقم البداية | الحلقات | الاسم                       | الاسم                  | المغني     | تاريخ الإصدار  | أعلى رتبة في جدول أوريكورن |
| رقم البداية | الحلقات | الأصلي                      | بالعربية               | المغني     | تاريخ الإصدار  | أعلى رتبة في جدول أوريكورن |
| 22          | 491~504 | Ai wa Kurayami no Naka de   | الحب هو في داخل الظلام | زارد       | 9 أبريل 2008   | 3                          |
| 23          | 505~514 | Ichibyōgoto ni Love for you | الحب لك في كل ثانية    | ماي كوراكي | 9 يوليو 2008   | 7                          |
| 24          | 515~520 | Mysterious                  | غامض                   | نايفو      | 19 نوفمبر 2008 | 36                         |
| 25          | 521~529 | Revive                      | إعادة إنعاش/إحياء      | ماي كوراكي | 1 أبريل 2009   | 3                          |
| ----------- | ------- | --------------------------- | ---------------------- | ---------- | -------------- | -------------------------- |

### شارات النهاية
| رقم النهاية | الحلقات | الاسم                                   | الاسم             | المغني             | تاريخ الإصدار  | أعلى رتبة في جدول أوريكورن |
| رقم النهاية | الحلقات | الأصلي                                  | بالعربية          | المغني             | تاريخ الإصدار  | أعلى رتبة في جدول أوريكورن |
| 29          | 491~504 | Yukidoke no Ano Kawa no Nagare no Yō ni | مثل سيل نهر يذوب  | U-ka saegusa IN db | 27 فبراير 2008 | 19                         |
| 30          | 505~514 | Summer Memories                         | ذكريات الصيف      | آيا كاميكي         | 6 أغسطس 2008   | 35                         |
| 31          | 515~520 | GO YOUR OWN WAY                         | اذهب بطريقك الخاص | يومي شيزوكوسا      | 29 أكتوبر 2008 | 77                         |
| 32          | 521~529 | Koigokoro kagayaki nagara               | تشع بحبٍّ مُتيقِّظ     | نايفو              | 4 فبراير 2009  | 70                         |
| ----------- | ------- | --------------------------------------- | ----------------- | ------------------ | -------------- | -------------------------- |

## فريق العمل
| رقم الحلقة | المخرج      | السيناريو     | التنظيم                                                  | القصة المصورة | المخرج التقني | مخرج الأنميشن |
| ---------- | ----------- | ------------- | -------------------------------------------------------- | --- | --- | --- |
| 491-504    | ماساتو ساتو | كازوناري كوچي | ---                                                      | 491 يوزو آوكي 492 يوزو آوكي 493 فوميهارو كاماناكا 494 فوميهارو كاماناكا 495 يوزو آوكي 496 يوزو آوكي 497 يوشيهيسا ماتسوموتو 498 تاكيشي آشيزاوا، ماساتو ساتو 499 كوجين أوچي، ماساتو ساتو 500 يوزو آوكي 501 يوشيهيسا ماتسوموتو، ماساتو ساتو 502 يوزو آوكي 503 ماساتو ساتو 504 ماساتو ساتو | 491 مينورو توزاوا 492 مينورو توزاوا 493 فوميهارو كاماناكا 494 كويچيرو كورودا 495 شيگيرو يامازاكي 496 مينورو توزاوا 497 ماساهيرو هوسودا 498 شيگيرو يامازاكي 499 كويچيرو كورودا، يوجو أوچيدا 500 مينورو توزاوا 501 ماساهيرو هوسودا 502 شيگيرو يامازاكي 503 فوميهارو كاماناكا 504 ماساتو ساتو | 491 كيكو ساساكي (مدير)، ريه ماسوناگا، ماساكي آبيه 492 كيكو ساساكي (مدير)، كوميكو شيشيدو 493 كيكو ساساكي (مدير)، ريه ماسوناگا 494 كيكو ساساكي (مدير)، Ho Ryeol Park 495 كيكو ساساكي (مدير)، ماساكي آبيه 496 كيكو ساساكي (مدير)، ريه ماسوناگا 497 كيكو ساساكي (مدير)، نوريوشي يامازاكي 498 كيكو ساساكي (مدير)، شيناكي سايتو، نوبويوكي إيواي 499 كيكو ساساكي (مدير)، Ho Ryeol Park، Sung Jin Lee 500 كيكو ساساكي (مدير)، ريه ماسوناگا 501 كيكو ساساكي (مدير)، نوريوشي يامازاكي 502 كيكو ساساكي (مدير)، ماساكي آبيه، نوبويوكي إيواي 503 كيكو ساساكي (مدير)، شيناكي سايتو 504 كيكو ساساكي |
| 505-506    | كوجين أوچي  | ---           | ---                                                      | كوجين أوچي | 505 مينورو توزاوا 506 كويچيرو كورودا | 505 ريه ماسوناگا 506 Ho Ryeol Park |
| 507-508    | كوجين أوچي  | ---           | ---                                                      | 507 هيديتوشي نامورا 508 يوشيهيسا ماتسوموتو | 507 ماساهيرو هوسودا 508 شيگيرو يامازاكي | 507 نوريوشي يامازاكي 508 ماساكي آبيه، نوبويوكي إيواي |
| 509        | كوجين أوچي  | ---           | ---                                                      | فوميهارو كاماناكا | فوميهارو كاماناكا | شيناكي سايتو |
| 510        | كوجين أوچي  | ---           | ---                                                      | يوزو آوكي فوميهارو كاماناكا | مينورو توزاوا | ريه ماسوناگا |
| 511        | كوجين أوچي  | ---           | ---                                                      | يوزو آوكي | كويچيرو كورودا | Ho Ryeol Park Jeong Hee Yoon |
| 512        | كوجين أوچي  | تويوتا كوگيسو | ---                                                      | يوشيهيسا ماتسوموتو | ماساهيرو هوسودا | Gil Young Zhang Dae Hoon Kim |
| 513-514    | كوجين أوچي  | ---           | يوشيؤو سوزوكي                                            | يوشيؤو سوزوكي | 513 ياسوئيچيرو ياماموتو 514 يوشيؤو سوزوكي | 513 ماساكي آبيه، نوبويوكي إيواي 514 ريه ماسوناگا |
| 515        | كوجين أوچي  | ---           | يوزو آوكي                                                | يوزو آوكي | شيگيرو يامازاكي | كيجي تاني مينورو موريتا شينوبو نيشياما جوجي ياناسيه شوسكيه شيميزو |
| 516        | كوجين أوچي  | ---           | يوشيهيسا ماتسوموتو شيگينوري كاگياما                      | يوشيهيسا ماتسوموتو شيگينوري كاگياما | فوميهارو كاماناكا | سيجي موتا شيناكي سايتو نوبويوكي إيواي |
| 517        | كوجين أوچي  | ---           | مينورو توزاوا                                            | مينورو توزاوا | مينورو توزاوا | ريه ماسوناگا |
| 518-519    | كوجين أوچي  | يويچي كاتو    | ---                                                      | هاجيميه كاميگاكي | فوميهارو كاماناكا | نوبويوكي إيواي ماساكي آبيه |
| 520        | كوجين أوچي  | هيرو ماساكي   | ---                                                      | هيديآكي أونيوا | ماساهيرو هوسودا تومويا تاناكا (مساعد) | نوريوشي يامازاكي |
| 521        | كوجين أوچي  | ---           | شيگينوري كاگياما                                         | شيگينوري كاگياما | مينورو توزاوا | ريه ماسوناگا كيكو ساساكي |
| 522        | كوجين أوچي  | ---           | يوشيهيسا ماتسوموتو                                       | يوشيهيسا ماتسوموتو | شيگيرو يامازاكي | شيناكي سايتو نوبويوكي إيواي ماساكازو يامازاكي شونريو يامامورا |
| 523        | كوجين أوچي  | ---           | يوشيؤو سوزوكي                                            | يوشيؤو سوزوكي | كويچيرو كورودا | ميچيتاكا ياماموتو ماساهيسا هاسيگاوا |
| 524-525    | كوجين أوچي  | ---           | 524 شيگينوري كاگياما، يوشيؤو سوزوكي 525 شيگينوري كاگياما | 524 شيگينوري كاگياما، يوشيؤو سوزوكي 525 شيگينوري كاگياما | 524 مينورو توزاوا، كويچيرو كورودا 525 فوميهارو كاماناكا | 524 ريه ماسوناگا، ميچيتاكا ياماموتو 525 نوبويوكي إيواي، ماساكي آبيه |
| 526        | كوجين أوچي  | ---           | هيديآكي أونيوا                                           | هيديآكي أونيوا | ماساهيسا كوياتا | ماساكازو يامازاكي |
| 527        | كوجين أوچي  | هيرو ماساكي   | ---                                                      | يوشيهيسا ماتسوموتو | فوميهارو كاماناكا | شيناكي سايتو ريئيه أوگاساوارا نوبويوكي إيواي |

## إصدارات الدي‌ڤي‌دي
أصدرت شوگاكوكان عشرة أقراص دي‌ڤي‌دي في اليابان في الفترة ما بين 26 سبتمبر 2008 و28 أغسطس 2009.
| الإصدار    | الإصدار      | الحلقات        | تاريخ الإطلاق  | مرجع         |
| ---------- | ------------ | -------------- | -------------- | ------------ |
|            | الإصدار 1    | 486، 491–493   | 26 سبتمبر 2008 | [ 7 ] [ 67 ] |
| الإصدار 2  | 494–497      | 24 أكتوبر 2008 | [ 68 ] [ 69 ]  |              |
| الإصدار 3  | 498–501      | 1 يناير 2009   | [ 70 ] [ 71 ]  |              |
| الإصدار 4  | 502–504، 512 | 27 فبراير 2009 | [ 72 ] [ 73 ]  |              |
| الإصدار 5  | 505–508      | 27 مارس 2009   | [ 74 ] [ 75 ]  |              |
| الإصدار 6  | 509–511، 520 | 24 أبريل 2009  | [ 76 ] [ 77 ]  |              |
| الإصدار 7  | 513–515      | 22 مايو 2009   | [ 78 ] [ 79 ]  |              |
| الإصدار 8  | 516–517، 526 | 26 يونيو 2009  | [ 80 ] [ 81 ]  |              |
| الإصدار 9  | 518–519، 521 | 24 يوليو 2009  | [ 82 ] [ 83 ]  |              |
| الإصدار 10 | 522–523، 527 | 28 أغسطس 2009  | [ 8 ] [ 84 ]   |              |